# Karl Prokop Reitenberger

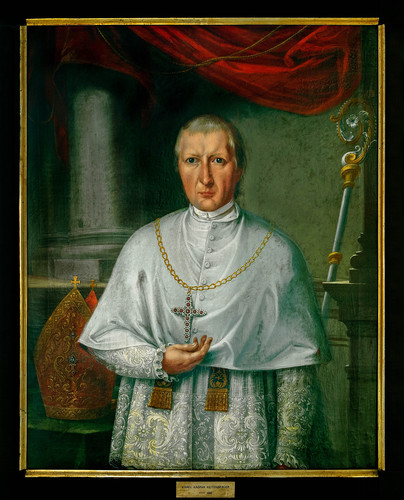
Karl Kaspar Reitenberger als Abt von Tepl

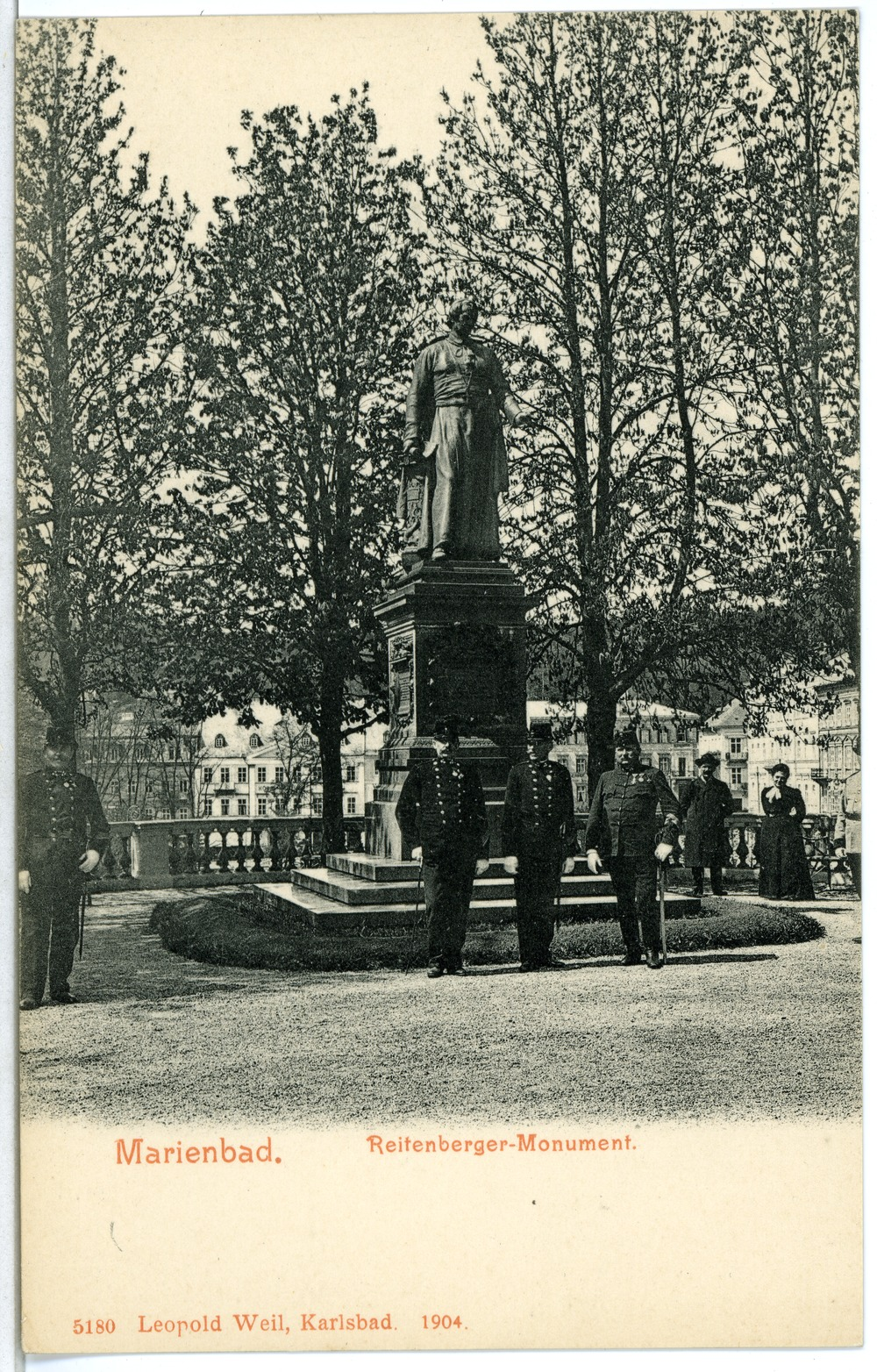
Reitenberger-Monument von Carl Kundmann in Marienbad, Foto: 1904

Karl Prokop Reitenberger, auch Karl Kaspar Reittenberger, Taufname Kaspar Prokop (* 29. Dezember 1779 in Neumarkt, Bezirk Plan, Böhmen; † 21. März 1860 in Wilten, Bezirk Innsbruck, Tirol) war ein Prämonstratenser und von 1813 bis 1826 Abt des Stiftes Tepl im Westböhmen. Er war Begründer des Kurortes Marienbad.

## Leben und Wirken
Reitenberger wurde mit dem Taufnamen Kaspar Prokop als Sohn des Franz Johann Josef Reitenberger (1750–1809), Bäcker, Stadtschreiber und Bürgermeister in Neumarkt und dessen Ehefrau Juditha geborene Lippert (1758–1817) geboren und hatte sieben Geschwister. Als Absolvent eines Gymnasiums in Prag trat er in das Stift Tepl ein, erhielt den Ordensnamen Karl, studierte anschließend Theologie in Prag und wurde 1804 zum Priester geweiht. Im Jahr 1807 war er im Stift Tepl Sekretär des Abtes Chrysostomus Laurentius Pfrogner. Nach dessen Tod im Jahre 1812 wurde Karl Prokop Reitenberger mit 32 Jahren zum Abt des Stiftes Tepl gewählt und wurde 1819 Prälat. Er interessierte sich besonders für die wirtschaftlichen Belange des Klosters, welche er unkonventionell und selbstbewusst zu lösen versuchte. Er war Anhänger der katholischen Restauration und soll die Reformen des Kaisers Joseph II. aus dem Jahr 1773 und dessen Toleranzpatent aus dem Jahr 1781 abgelehnt haben.
Zu dem Grundbesitz des Klosters Tepl gehörte damals im Siedlungsgebiet der Choden ein nahes, fast unzugängliches Sumpfgebiet mit altbekannten Mineralquellen, die durch den Klosterarzt Johann Josef Nehr (1757–1820) analysiert und erschlossen wurden; worüber dieser, in den auch von Johann Wolfgang von Goethe beachteten „Beschreibungen der Mineralquellen in Marienbad“ berichtete und dadurch zum Bekanntwerden des entstehenden Badeortes beitrug. Abt Karl Prokop Reitenberger förderte die Entwicklung des Kurortes Marienbad, ließ in kurzer Zeit das Gebiet entwässern, Hügel abtragen, Felsen sprengen, Alleen anpflanzen, Promenaden und Straßen bauen, und Bade- und Unterkunftseinrichtungen in einem repräsentativ-feudalen Stil errichten. Im Jahre 1818 wurde die Neugründung als Kurort anerkannt und erhielt den Namen nach der dortigen Marienquelle. In rascher Folge entstanden in Marienbad weitere 46 Logierhäuser und den etwa 800 Kurgästen wurde ein abwechslungsreiches, gesellschaftliches Programm geboten. Abt Karl Prokop Reitenberger gilt als Begründer des Kurortes Marienbad. Mit den Kurorten Karlsbad und Franzensbad war das berühmte Bäderdreieck in der Umgebung von Eger in Westböhmen entstanden.
Im Jahre 1821 machte Abt Reitenberger die Bekanntschaft des Kurgastes Johann Wolfgang von Goethe und begegnete ihm regelmäßig bei der morgendlichen Trinkkur am Kreuzbrunnen, an welcher Abt Reitenberger ohne besondere Repräsentation teilnahm. Am 21. August 1821 besuchte Goethe das erste Mal Stift Tepl und war von dessen kultureller Ausstrahlung beeindruckt.
Für den Aufbau und die Ausgestaltung des Kurortes Marienbad waren beträchtliche Geldausgaben des Stiftes Tepl erforderlich, brachten zwar zunächst noch nicht den erhofften finanziellen Gewinn, obwohl der Versand von Quellwasser in Tonflaschen bereits angelaufen war. Der Erfolg der Gründung an sich führte zu Neid, Missgunst und Intrigen in den Reihen der Chorherren des Stiftes. Der Vorwurf gefährlicher Misswirtschaft wurde laut. Eine angeblich respektlose Bemerkung von Abt Karl Reitenberg über die vierte, erheblich jüngere Ehefrau des Kaisers Franz II., die weitergetragen wurde, soll diesen in Wut gebracht haben. Unter Einflussnahme des Bischofs von Prag wurde Karl Prokop Reitenberger 1826 gezwungen, von seinem Amt als Abt des Stiftes Tepl zurückzutreten und einen Aufenthalt im Prämonstratenserstift Wilten in Tirol zu akzeptieren. Dort lebte er zurückgezogen ohne eine seinen Begabungen entsprechende Aufgabe, verstarb 1860 und wurde in der Pfarrkirche von Wilten in Nordtirol zu Grabe gelegt. Im Jahr 1879 ließ die Stadt Marienbad ihm zu Ehren auf der Kreuzbrunnenpromenade ein Denkmal des Wiener Bildhauers Carl Kundmann errichten. Im Jahre 1906 erfolgte seine feierliche Umbettung nach Stift Tepl in Westböhmen.